# Василевич, Григорий Алексеевич
Григорий Алексеевич Василевич (бел. Рыгор Аляксеевіч Васілевіч; род. 13 февраля 1955, Минск) — белорусский юрист и государственный служащий. Доктор юридических наук, профессор, Заслуженный юрист Республики Беларусь, Член-корреспондент НАН Беларуси.

## Биография
Родился 13 февраля 1955 года в Минске в простой семье.
Трудовую деятельность начинал рабочим. Служил в Советской Армии.
В 1980 году окончил Белорусский государственный университет по специальности «Правоведение».
Учился в аспирантуре Белорусского государственного университета (1980—1983).
С 1983 по 1986 год — преподаватель юридического факультета БГУ. В 1984 году защитил кандидатскую диссертацию в области трудового права на базе Харьковского юридического института.
С 1986 года работал в Секретариате Верховного Совета Республики Беларусь: сначала заместителем, а с 1989 по 1994 год — заведующим юридическим отделом.
В 1994 году — защитил докторскую диссертацию в области конституционного права. Имеет высший квалификационный класс судьи.
С момента избрания Конституционной комиссии (июль 1990 г.) и до марта 1994 года являлся её членом, заместителем руководителя рабочей группы по подготовке проекта Конституции.
С 1994 года — судья Конституционного суда Республики Беларусь.
5 декабря 1996 года назначен исполняющим обязанности Председателя Конституционного Суда. 4 января 1997 года назначен судьей и Председателем Конституционного Суда Республики Беларусь.
С 1998 года по нынешнее время — заведующий кафедрой конституционного права юридического факультета БГУ.
Указом Президента Беларуси Александра Лукашенко от 11 января 2008 года освобождён от должности председателя и судьи Конституционного суда Республики Беларусь в связи с истечением срока полномочий и выходом в отставку с последующим уведомлением о его освобождении Совета Республики Национального собрания.В 2008 году ему присвоен классный чин государственного советника юстиции 1 класса.
8 февраля 2008 года Указом Президента Республики Беларусь Г. Василевич назначен Генеральным прокурором Республики Беларусь с последующим согласованием его назначения с Советом Республики Национального собрания Республики Беларусь. 20 сентября 2011 года Василевич освобождён от занимаемой должности. По одной из версий его уволили, так как он отказался выполнить приказ КГБ. Ведущая телеканала «БелСат» Ольга Швед в своём интернет-блоге опубликовала копию письма, направленного Комитетом государственной безопасности лично генпрокурору 14 июня 2011. В нём КГБ предлагает Прокуратуре возбудить уголовное дело по факту акции «Стоп-бензин» 7 июня. Кроме того, КГБ потребовал от Прокуратуры допросить в качестве подозреваемого одного из инициаторов Стоп-бензина Артёма Шаркова, а также выступить с угрожающими заявлениями в СМИ, чтобы запугать потенциальных участников будущих протестов, в том числе акций молчаливых протестов. Уголовное дело касательно акции Стоп-Бензин так и не было возбуждено, что, возможно и стоило Василевичу кресла. 20 сентября Василевич был отправлен в отставку.
За личный вклад в разработку Конституции Республики Беларусь, других законодательных актов Г. Василевичу присвоено звание «Заслуженный юрист Республики Беларусь». В 2021 году награждён орденом Почёта.
Г. А. Василевич является автором более одной тысячи научных работ, в том числе более ста книг и монографий (см. Василевич Г. А. Библиографический указатель научных трудов / Г. А. Василевич: Белорусский государственный университет. — Минск: Право и экономика, 2017. — 152 c.).
Лауреат присваиваемой в БГУ премии имени В. И. Пичеты. Президентом Республики Казахстан за вклад в укрепление конституционной законности в 2005 году награждён юбилейной медалью, посвященной 10-летию принятия Конституции Казахстана. Имеет ряд ведомственных наград, в том числе Генеральной прокуратуры и других государственных органов.
Почетный профессор Института законодательства и сравнительного правоведения при Правительстве Российской Федерации (2016 г.). Член-корреспондент Национальной академии Беларуси (2017).
Входит в состав редакционных коллегий ряда белорусских и российских изданий, редакционного совета научно-практического журнала Следственного комитета Республики Беларусь «Предварительное расследование».
Работы Василевича опубликованы в Армении, Болгарии, Германии, Италии, Нидерландах, Польше, России, Украине, Франции.
Занимается общественной работой. Является заместителем председателя ОО «Белорусская ассоциации политических наук».

## Санкции ЕС
После президентских выборов 2010 года, 2 февраля 2011 года был включён в список белорусских чиновников, которым запрещён въезд в ЕС. Василевич как генеральный прокурор в решении Совета Европейского союза от 15 октября 2012 года был назван тем, кто контролировал преследование всех лиц, которые были арестованы после репрессий мирных демонстраций 19 декабря 2010 года.